# Sony Chemicals
Sony Chemicals Corporation (ソニーケミカル株式会社?, Sonī Kemikaru Kabushiki-gaisha) è stata un'azienda giapponese fondata nel 1962, interamente di proprietà della Sony Corporation. Nel 2012 è stata scorporata ed è diventata Dexerials Corporation.

## Storia
L'azienda è stata fondata nel 1962 da Sony, che ne deteneva l'intera proprietà, e si occupava della produzione di componenti per i circuiti elettrici e materiali chimici, come i fogli di rame per circuiti stampati o adesivi liquidi per l'industria. Nei decenni successivi ampliò la produzione per seguire gli sviluppi tecnologici, creando circuiti stampati per i televisori Trinitron, per le videocamere Sony Handycam e per la PlayStation, oltre a testine magnetiche per i videoregistratori, nastri d'inchiostro a trasferimento termico ed elementi protettivi per le batterie agli ioni di litio.
È stata quotata in borsa, nel secondo segmento della borsa di Tokyo (Tokyo Stock Exchange) dal 1987 fino al delisting avvenuto nel Gennaio 2000, grazie al quale Sony è tornata ad esserne proprietaria al 100%.

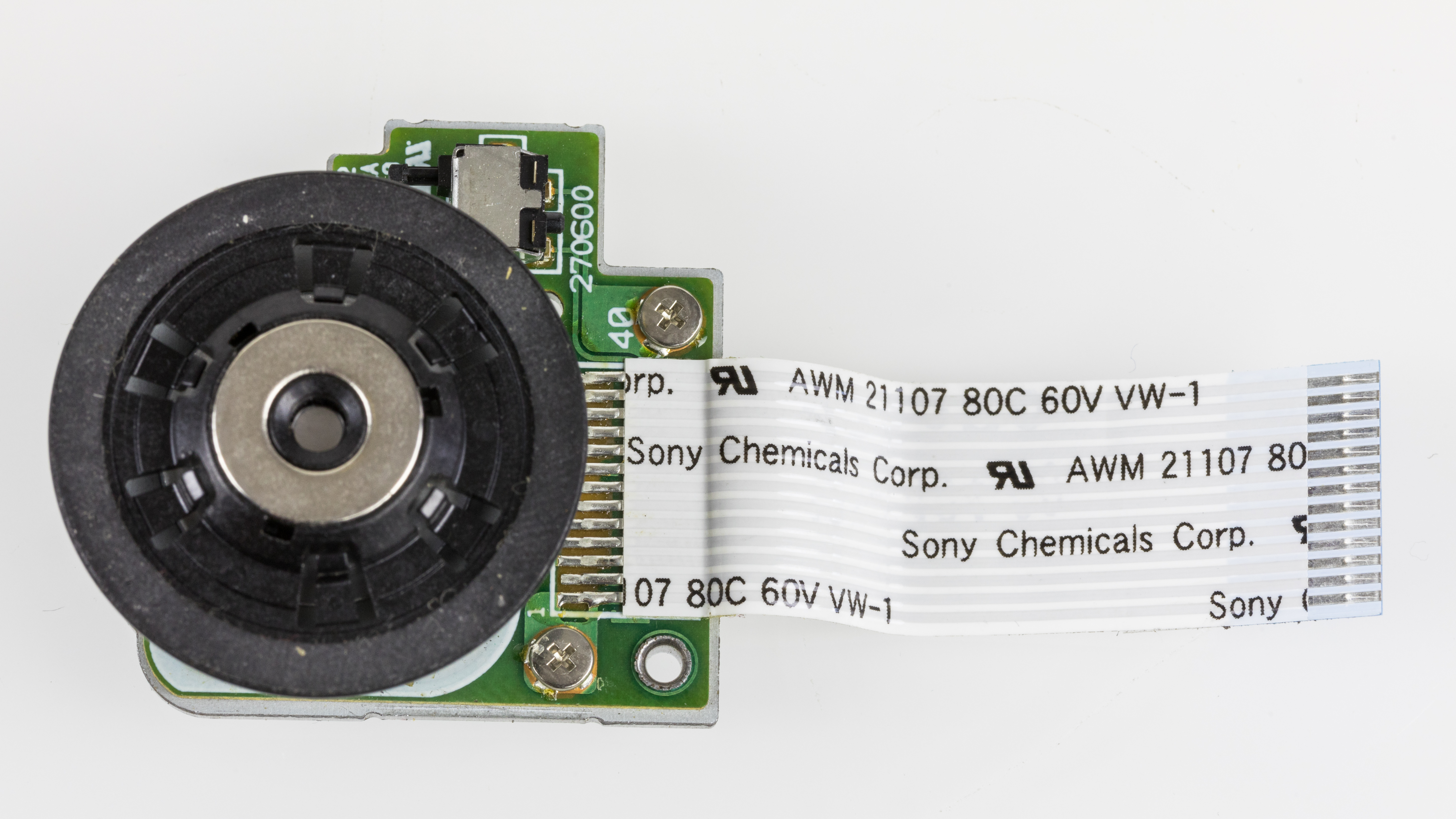
Cavo piatto flessibile prodotto da Sony Chemicals

Negli anni 2000 sviluppa prodotti come i pannelli touch e pellicole antiriflesso per i display CRT e varie altre tecnologie per i circuiti stampati.
Nel 2006 Sony Chemicals viene fusa con Sony Miyagi Corporation, dando così vita a Sony Chemical & Information Device Corporation con lo scopo di "creare una struttura di business forte, efficiente e semplice destinata allo sviluppo, produzione e vendita di componenti."
Nel 2008 Sony Chemical & Information Device ha ceduto il proprio business relativo ai nastri di inchiostro a trasferimento termico a Dai Nippon Printing.
Nel 2012 Sony Chemicals Corporation è stata scorporata dal Gruppo Sony e ribattezzata Dexerials Corporation.

## Partecipazioni
- Sony Chemicals Corporation of America (100%)

## Prodotti
- Materiali e componenti elettronici
- Materiali di giunzione
- Altro